# SN 2011hx
SN 2011hx – supernowa typu II odkryta 1 listopada 2011 roku w galaktyce PGC2802359. W momencie odkrycia miała maksymalną jasność 18,30m.